# Nightmare Alley
 Nightmare Alley és una pel·lícula negra estatunidenca dirigida per Edmund Goulding, estrenada el 1947.

## Argument
Stanton Carlisle (Tyrone Power) és un ambiciós aprenent de circ que treballa al costat de la mentalista Zeena Phony i el seu marit alcohòlic Pete, fent funcionar la multitud com Zeena pretén llegint les seves ments. Però Stan no té cap intenció de quedar-se amb el carnaval; Quan descobreix el secret, decideix muntar un pròsper negoci con unes ajudants...

## Repartiment
- Tyrone Power: Stan Carlisle
- Joan Blondell: Zeena
- Coleen Gray: Molly
- Helen Walker: Lilith Ritter
- Taylor Holmes: Ezra Grindle
- Mike Mazurki: Bruno
- Ian Keith: Pete
- Julia Dean: Addie Peabody

## Critica
The New York Times afirma que "no es pot treure cap valor moral de Nightmare Alley ....Altrament, és un drama desagradable i només rarament aconsegueix entretenir."
Variety afirma que és una història dura, brutal [basada en la novel·la de William Lindsay Gresham]... Joan Blondell és la noia que treballa pels secrets de la lectura de la ment. Coleen Gray és compassiu i convincent com la seva dona...Ian Keith és excepcional com el marit borratxo de Blondell."
En una ressenya del 2000 de la pel·lícula a The Village Voice, l'escriptor J. Hoberman comentava "Aquest film de 1947 que parla de la pujada d'un americà arquetípic i la seva caiguda no és ni una gran pel·lícula ni tan sols un clàssic del cinema negre però té una gran ambició per atrevir-se i, una vegada vist, no s'oblida fàcilment."